# Portraits (álbum de For Today)
Portraits é o segundo álbum de estúdio da banda de Metalcore For Today lançado em 9 de junho de 2009.  O álbum mapeado em três dos BillboardNo. 14 em Top Heatseekers, No. 15 em álbuns cristãos, e No. 40 em Top Independent Albums.
Cubierta de la interpretación
1. No se puede ver a cualquier ojo o un triángulo, etc., y decir que el tiempo es algunos illuminati o símbolo satánico, son símbolos humanos que pueden tener varios significados.
2. No hay una respuesta oficial de la banda explicar estos símbolos.
3. Si nos fijamos en los nombres de las canciones del álbum que tiene esta cobertura, los retratos, se ve que la mayoría de las canciones tienen nombres bíblicos de hombres. Traducción: 1 Emanuel (El Challenger), 2 Saulo de Tarso (El Mensajero), 3 Nicodemo (La búsqueda), 4 Joel (El Mirador), 5 Emanuel (El Redentor), 6 Elias (El locutor), 7 Benedictus (Canción Zacarías), 8 Ezequiel (La vidente), 9 Isaías (El Dispuesto) y 10 Talmidim (agentes).
4. El CD y la cubierta habla de estos hombres usados por Dios ", ser iluminados los ojos del corazón, para que sepáis cuál es la esperanza de la llamada que se hizo, ¿cuáles son las riquezas de su herencia en los santos , y lo es la extraordinaria grandeza de su poder para con nosotros los que creemos (...) "(Efesios 1: 18,19). Nosotros, los siervos de Dios, debemos tener nuestro corazón (nuestra mente), iluminados por Dios, tenemos que buscar a Dios, para ser utilizado por Él y que disfrute de su gloria y no ser engañados por nada ni por nadie! Es el mensaje fuerte de los álbumes de retratos .

## Faixas
1. "Immanuel (The Challenger)" - 0:47
2. "Saul of Tarsus (The Messenger)" - 3:47
3. "Nicodemus (The Seeker)" - 3:18
4. "Joel (The Watchman)" - 4:08
5. "Immanuel (The Redeemer)" - 2:36 (com Joe Musten do Advent)
6. "Elijah (The Forerunner)" - 3:11
7. "Benedictus (Song of Zechariah)" - 2:51 (com Dustie Waring do Between the Buried and Me)
8. "Ezekiel (The Visionary)" - 4:07
9. "Isaiah (The Willing)" - 4:03
10. "Talmidim (The Servants)" - 4:09

## Créditos
| Nome              | Instrumento                   |
| ----------------- | ----------------------------- |
| David Morrison    | Bateria                       |
| Mattie Montgomery | Vocal                         |
| Ryan Leitru       | Guitarra solo, vocal de apoio |
| Mike Reynolds     | Guitarra rítmica              |
| Brandon Leitru    | Baixo                         |

## Adicionais
- Vocais em «Immanuel (The Redeemer)» por Joe Musten de Advent
- Guitarra adicionada em «Benedictus (Song Of Zechariah)» por Dustie Waring do Between the Buried and Me

## Produção
| Nome       | Função                                      |
| ---------- | ------------------------------------------- |
| Jamie King | Produção, engenharia, mixagem, masterização |